# ビビアーニ大野
ビビアーニ大野（ビビアーニ おおの、1974年8月7日 - ）は、ファッションモデル、タレント。所属事務所はイデア（インセントグループ）。かつてはスペースクラフトに所属していた。

## 人物・来歴
ブラジル・サンパウロ出身。父親が日系ブラジル人で母親がイタリア系ブラジル人のハーフ。3姉妹の次女である。
1992年、サンパウロで行われた「ミス日系インターナショナルコンテスト」でグランプリ受賞。その後来日し、1995年東レキャンペーンガール・1996年サッポロビールイメージガールを務める。また雑誌「JJ」などでモデルとして活躍。2009年現在は雑誌「VERY」のモデルとして活動。
22歳で結婚し、現在は2児の母。
同じ事務所に所属するエミ・レナータや、テンカラット所属のKellyといったブラジル人モデルと仲が良い。

## 出演

### テレビ番組
- 旅のココロ 絶対美味しい!!グルメツアー（テレビ朝日・2009年1月12日）
- 時短生活ガイドSHOW（TBS・2009年12月9日）
- easy sports（テレビ朝日・2010年3月15日-3月19日）
- セレクションX（テレビ朝日・2012年）

### ビデオ
- ビビのカンタン 脚やせエクササイズ（1995年・フジテレビ映像）